# Pol Marck
Pol Marck (Péronnes-lez-Binche, 6 december 1930 - Rijmenam, 21 november 2017) was een Belgisch politicus voor de CVP.

## Levensloop
Marck promoveerde tot doctor in de rechten en tot doctor in de sociale wetenschappen en werd licentiaat in de economische wetenschappen. Beroepshalve werd hij advocaat, maar stopte al snel met het beroep om adjunct-algemeen secretaris van de Boerenbond te worden, een mandaat dat hij van 1957 tot 1981 uitoefende. Vanaf 1964 was hij bovendien buitengewoon docent communicatiewetenschappen aan de faculteit Sociale Wetenschappen van de Katholieke Universiteit Leuven.
Hij werd politiek actief voor de CVP en werd voor deze partij in 1971 verkozen tot gemeenteraadslid van Winksele. Nadat Winksele in 1976 fuseerde met Herent, was hij daar van 1977 tot 1994 gemeenteraadslid en van 1977 tot 1982 en van 1989 tot 1994 schepen. Eveneens zetelde hij van 1981 tot 1994 in het Europees Parlement.